# Toman (munt)

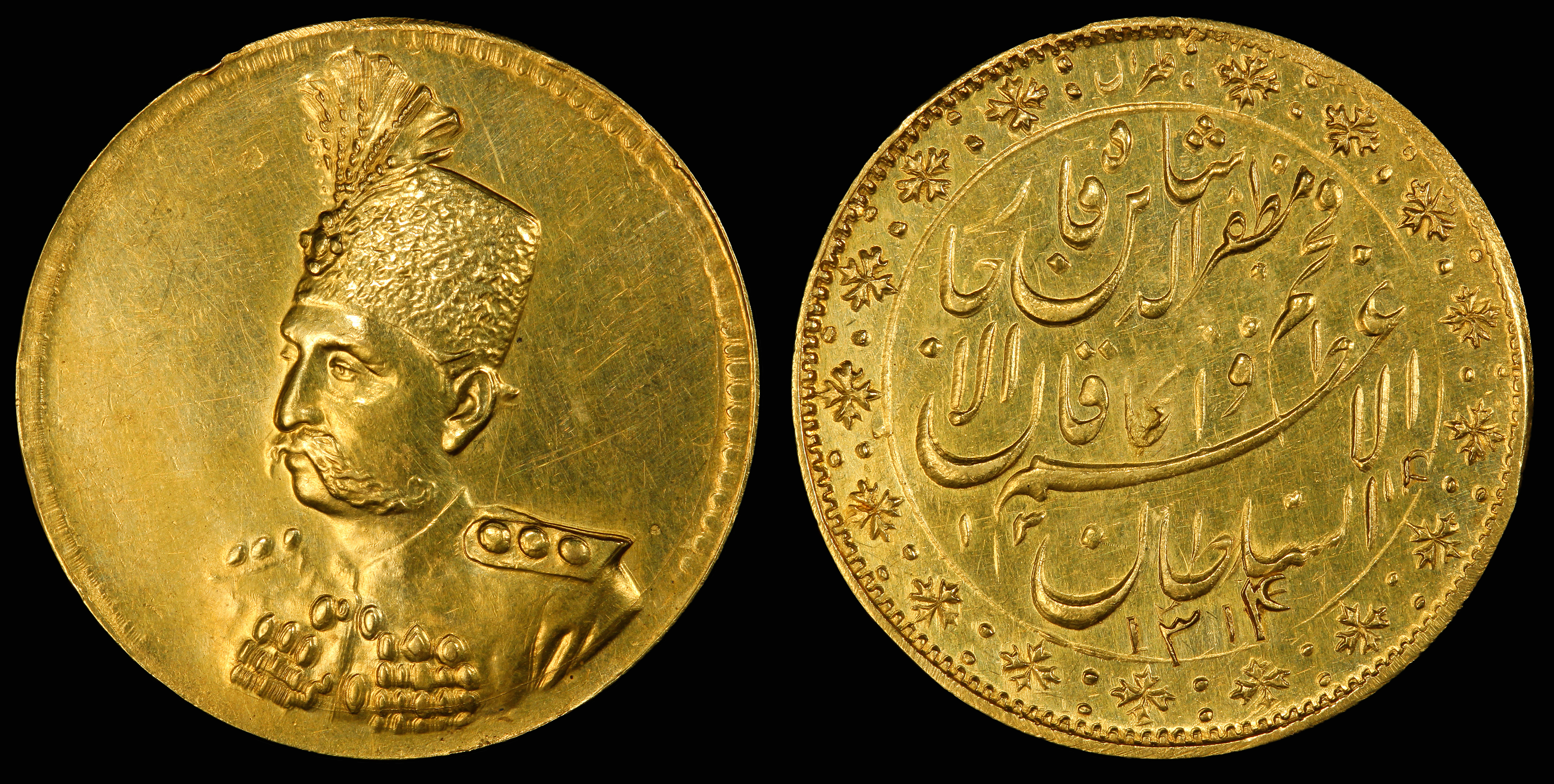
Een munt van 10 toman
(ca. 1896)

Toman (Perzisch: تومان) is een oude Perzische gouden munt. Het woord komt van de Perzische of Mongoolse eenheid van tienduizend. Een toman was nominaal tienduizend dinar waard.
De eerste munten die gebruikt werden in Iran (Perzië) waren munten uitgegeven in de tijd van de Achaemeniden. Het koninkrijk Perzië werd gesticht in 1501 en in die tijd werden islamitische munten geïntroduceerd. Tijdens de heerschappij van sjah Fath'Ali Kadjar van 1797 tot 1834 werden de veertig naast elkaar bestaande munteenheden in een munteenheid samengevoegd. De gouden toman (IRT) was lange tijd, tot de 20e eeuw, de belangrijkste munteenheid van Iran. Vanaf 1825 werd de zilveren kran (IRK) ook gebruikt, waarbij 1 toman gelijk was aan 10 kran. De kran werd in 1935 vervangen door de rial (IRR) in een verhouding van 1:1.
De VOC gebruikte door de handel met Perzië de toman als betaalmiddel. In 1626 was de waarde van één toman 40 Nederlandse gulden. In 1712 was 1 toman 42,50 Nederlandse gulden waard.

## Etymologie
Van Centraal-Azië tot het Midden-Oosten worden talen gesproken die behoren tot de vermeende Altaïsche talen. Bijvoorbeeld het Turks, Mongools en Mantsjoes behoren tot deze vermeende taalgroep. In al deze talen is het woord voor tienduizend min of meer hetzelfde: tuman, tüman of toman.
De gouden toman werd geïntroduceerd rond 1240, vlak na de Mongoolse invasie van Perzië.
Ook bij de Mongoolse indeling van militaire groepen komt het woord toman voor. Dzjengis Khan organiseerde de Mongoolse militaire groepen in veelvouden van tien, dat wil zeggen 10 (arban), 100 (zuun), 1000 (myangan), 10.000 (tumen of toman). Elke groep militairen had een specifieke leider. Hoe groter de groep was, hoe hoger de rang van de betreffende commandant. Deze bevelstructuur bleek hoogst efficiënt te zijn en stond het Mongoolse leger toe om zowel in grote als in kleinere groepen aan te vallen of te omsingelen. In kleine groepen kon een vluchtend en gebroken leger gemakkelijk ontwapend worden. Elke eenheidsleider was verantwoordelijk voor de voorbereiding van zijn militairen; hij werd ontslagen als hij daarvoor ongeschikt bleek te zijn. Het Mongoolse leger bestond uit colonnes, die gewoonlijk drie afzonderlijke afdelingen (meestal drie tumen: afdelingen van 10.000 man) omvatten.
Eenheid van tienduizend in andere talen:
- Chinees (Mandarijn): wan
- Japans: man
- Koreaans: man
- Thais: meun
- Khmer: meun

In Europese talen wordt ook wel het Oudgriekse woord myriade gebruikt voor het getal 10.000.
In Japan zijn grote getallen opgebouwd uit groepen van vier cijfers (myriaden of mans). Dit in tegenstelling tot talen die afgeleid zijn van het Latijn, die getallen opbouwen met drie cijfers tegelijk. Waar wij in duizenden en miljoenen praten (met 3 cijfers tegelijk), denkt een Japanner in groepen van vier cijfers. Als een niet-Japanner dus over 10 miljoen spreekt, zal een Japanner nullen gaan tellen (1000×10000) alvorens hij een gevoel kan krijgen voor de hoeveelheid.